# Allaegopis meridionalis
Allaegopis meridionalis is een slakkensoort uit de familie van de Zonitidae. De wetenschappelijke naam van de soort is voor het eerst geldig gepubliceerd in 1986 door Riedel.